# Perebea
Perebea es un género con 33 especies de plantas de flores de la familia  Moraceae.

## Especies seleccionadas
- Perebea acanthogyne
- Perebea angustifolia
- Perebea australis
- Perebea calophylla
- Perebea castilloides
- Perebea chimiqua
- Perebea concinna
- Perebea costaricana
- Perebea elegans
- Perebea glabrata
- Perebea glabrifolia
- Perebea guianensis
- Perebea hispidula
- Perebea humilis
- Perebea integrifolia
- Perebea laurifolia
- Perebea laevigata
- Perebea lecithogalacta
- Perebea lecointei
- Perebea longepedunculata
- Perebea macrophylla
- Perebea markhamiana
- Perebea mennegae
- Perebea molliflora
- Perebea mollis
- Perebea paraensis
- Perebea pseudopeltata
- Perebea rubra
- Perebea standleyi
- Perebea tessmannii
- Perebea trophophylla
- Perebea xanthochyma
- Perebea xinguana

- Datos: Q1329461
- Multimedia: Perebea / Q1329461
- Especies: Perebea